# Petronella van Bigorre
Petronella van Bigorre (circa 1184 - 1251) was van 1194 tot aan haar dood gravin van Bigorre en burggravin van Marsan. Ze behoorde tot het huis Comminges.

## Levensloop
Petronella was de dochter van graaf Bernard IV van Comminges en diens eerste echtgenote, gravin Beatrix III van Bigorre. Als het enig kind van haar moeder gold Petronella als de erfgename van het graafschap Bigorre en het burggraafschap Marsan, waardoor ze als kind al in het centrum van een belangenpolitiek van meerdere partijen stond. Toen haar vader zich in 1192 van haar moeder liet scheiden, nam hij de regering in Bigorre over, maar koning Alfons II van Aragón dwong hem de regering aan Petronella af te staan. Alfons II nam het regentschap van Petronella op en huwelijkte haar uit met burggraaf Gaston VI van Béarn, een trouwe vazal van Alfons II. In 1196 vond het huwelijk plaats. Na de dood van haar moeder in 1194 werd Petronella burggravin van Marsan. 
Gaston VI was een overtuigd tegenstander van de in 1209 uitgebroken Albigenzenkruistocht en hij nam actief deel aan de militaire bekamping daarvan. Nadat Gaston in 1214 was overleden, huwelijkte koning Jacobus I van Aragón Petronella onmiddellijk uit aan zijn neef Nuño Sánchez. De aanvoerder van de Albigenzenkruistocht, Simon IV van Montfort, die zich toen op het hoogtepunt van zijn macht bevond, wist in 1216 echter de annulering van het huwelijk te bereiken, waarna hij Petronella uithuwelijkte met zijn eigen zoon Gwijde. De machtspolitiek van het huis Montfort mislukte door de weerstand van de lokale adel. In 1218 sneuvelde Simon IV bij het Beleg van Toulouse, terwijl Gwijde in 1220 sneuvelde bij de inname van Castelnaudary.
In 1221 werd Petronella door haar zwager Amalrik VI van Montfort uitgehuwelijkt aan de uit Poitou stammende kruisridder Aimery de Rancon. Die sloot zich aan het mislukken van de pauselijke Albigenzenkruistocht in 1224 aan bij de daaropvolgende koninklijke Albigenzenkruistocht, die koning Lodewijk VIII van Frankrijk in 1226 succesvol in de Languedoc aanvoerde. Dat jaar sneuvelde Aimery bij het beleg van Avignon, die tegen de koning rebelleerde.
In 1228 huwde Petronella met Boso van Matha, de uit Angoumois stammende heer van Cognac. De volgende jaren verbleef Petronella op de domeinen van haar vijfde echtgenoot in Aquitanië, omdat ze zich door haar huwelijken met kruisvaarder impopulair had gemaakt bij haar eigen bevolking. In 1230 keerden Petronella en Boso terug naar Bigorre, om er de openbare orde te herstellen die door hun afwezigheid verstoord was. In 1232 vielen ze zelfs Petronella's halfbroer Bernard V aan, om hun erfrechten op Comminges te laten gelden. Hoewel ze haar aanspraken niet kon doorzetten, kon Petronella grote delen van Nébouzan bemachtigen. 
In 1242 verzoende Petronella zich met de adel in de Languedoc, die haar wegens haar Noord-Franse echtgenoot vijandig gestemd waren, ook nadat ze zich aangesloten hadden bij de opstand van graaf Raymond VII van Toulouse tegen de Franse kroon. De opstand mislukte echter enkele maanden later, waardoor Boso Cognac aan de Franse koning verloor. 
In 1247 stierf Boso van Matha, waarna Petronella de regering in Bigorre afstond aan haar vroegere schoonbroer Simon V van Montfort. Ze trok zich terug in de Abdij van Escaladieu, waar Petronella in 1251 stierf. Na haar dood ging het burggraafschap Bigorre naar haar dochter Adelheid van Montfort, terwijl het burggraafschap Marsan naar haar dochter Martha van Matha ging.  

## Nakomelingen
Petronella en haar derde echtgenoot Gwijde van Montfort kregen twee dochters:
- Adelheid (1217/1220 - 1255), gravin van Bigorre, huwde met heer Jordaan Eschivat III van Chabanais en daarna in 1247 met Raoul de Courtenay, graaf van Chieti
- Perenella, huwde met Raoul de la Roche-Tesson

Petronella en haar vijfde echtgenoot Boso van Matha hadden een dochter:
- Martha (1228-1273), burggravin van Matha, huwde met burggraaf Gaston VII van Béarn